# قصه‌های باستانی امپراطوری
داستان‌های باستانی امپراطوری (به انگلیسی: Tales of an Ancient Empire) یک فیلم فانتزی آمریکایی محصول سال ۲۰۱۰ به کارگردانی آلبرت پایون است.
این فیلم دنباله شمشیر و جادوگر (۱۹۸۲) محسوب می‌شود.

## بازیگران
- کوین سوربو ... عدنان
- مایکل پاری ... اودا
- ویتنی ایبل ... شیا[۱]
- ملیسا اوردوی .. شاهزاده خانم
- سارا ان شولتز ... مالیا
- انبار لوی ... آلانیا
- جنیفر سی‌بل نیوسام ... ملکه مات
- رالف مولر ... ژنرال
- متی ویلیگ [۲]
- ویکتوریا موریته
- لی هورسلی
- ساشا میچل [۳]